# Pre)Thing
pre)Thing był amerykańskim zespołem muzycznym grającym rocka alternatywnego. Zespół powstał w Modesto w Kalifornii z inicjatywy Rusta Epique'a.
Rust Epique, były gitarzysta Crazy Town, opuścił tę grupę w 2001 roku. Wkrótce potem jego nowy zespół zaczął grać w Los Angeles pod nazwą Daisy Town (ukłon w stronę przeszłości), aby ostatecznie przyjąć nazwę Rustandthesuperheroes. Po przygotowaniu nagrań demo i wysyłaniu ich do wytwórni Rust i grupa, teraz pre)Thing, podpisali kontrakt z wytwórnią V2 Records w 2004 roku. Rozpoczęto kampanię promocyjną zespołu, w tym przygotowania do wypuszczenia gry wideo, ale 9 marca 2004, na miesiąc przed planowanym wydaniem debiutanckiego albumu grupy, Rust zmarł z powodu ataku serca.
Ich album 22nd Century Lifestylezostał wydany w dniu 6 kwietnia 2004, a pochodzący z niego singiel Faded Love doszedł do 38 miejsca na liście przebojów magazynu Billboard w USA.

## Członkowie
- Rust Epique - gitara i śpiew
- Jon Troy - gitara basowa
- Dinolicious - perkusja

## Dyskografia
- Diary in Music: Garage Days (niezależne wydawnictwo, 2002)
- 22nd Century Lifestyle:Episode Rustandthesuperheroes Sexdrugsandsoutherncityrock (V2 Records, 2004)